# Pauesia konoi
Pauesia konoi är en stekelart som först beskrevs av Watanabe 1941.  Pauesia konoi ingår i släktet Pauesia och familjen bracksteklar. Inga underarter finns listade i Catalogue of Life.